# ドミンゴ・デ・ソト

Libri decem de iustitia & iure

ドミンゴ・デ・ソト（Domingo de Soto / 1494年 - 1560年11月15日）は、ルネサンス期スペインの神学者・哲学者・法学者である。フランシスコ・デ・ビトリアと並ぶ16世紀サラマンカ学派の創設者として知られる。

## 略歴
セゴビアにて貧しく身分の低い家庭に生まれる。アルカラ大学・パリ大学でトマス・デ・ビラノバ（ビラノバのトマス）およびジョン・メイジャーの高弟となり哲学・論理学を学び、この頃ビトリアからの影響を受けた。そしてアルカラ大の哲学教師となったが、突然職を辞し1525年ドミニコ会に入会、同年ブルゴス学院および1532年以降はサラマンカ大学（法学・神学教授）で教鞭を執った。皇帝カール5世（国王カルロス1世）によりトリエント公会議（1545年開会）への代表団に選ばれ、ドミニコ会の代表として活躍した。公会議中断後は1548年にカルロス1世の聴聞師の地位を得るが、ほどなくしてこの地位を捨てサラマンカに戻った。そしてビトリア没後のサラマンカ学派の後継者となり、1556年の引退まで講義を続けた。この間、1540年にはスペインを荒廃させた飢饉を見て貧民救済論を執筆し、貧民の問題を中央の厳しい統制によって解決しようとしたフアン・デ・メディナを批判した。またインディアス先住民（インディオ）問題にも関与し（後出）、1550年ラス・カサスとセプルベダが争った「バリャドリッド論争」では審議会の議長を務めている。サラマンカで死去。サラマンカ大サン・エステバン学院の回廊天井には、法衣をまとった彼とビトリアの肖像画が掲げられている。

## 業績
ビトリアとともにサラマンカ学派の創始者となり、神学者としてはトマス・アクィナス『神学大全』の注釈書を著したほか、ビトリアによって開拓された国際法理論と経済理論を継承・発展させた。国際法理論についてはスペイン植民政策の批判的分析を通じて「インディオ」の権利を擁護し、彼の著作は「国際法の父」とされるグロティウスの主著『戦争と平和の法』に（ビトリアの著作と並び）大きな影響を与えた。
また経済理論については主著『公正と法』において、先行のルイス・サラビア・デ・ラ・カリェの理論を継承して「公正価格論」を発展させ、財貨の価格はそれらが人間が財貨に対して認める必要性の度合いに応じてなされる「評価」によって決まる、と主張した。彼はこの考えを貨幣に適用して為替取引を理論的に肯定したが、これはマルティン・デ・アスピルクエタによって継承され「貨幣数量説」へと発展していくことになった。『公正と法』は1540年から翌1541年、1542年から翌1543年にかけてのサラマンカの講義に基づくもので、徴利（usura）、国家のなかの商業の一般的形態、公正価格、価格変動とその原因、その他海運・生命保険まで広範な内容を含む経済書であり、多くの版を重ねた。

## 著作
- In diakecticam Aristoelis 1544年（アリストテレス論理学の注釈書）
- 『公正と法』（De Justitia et jure） 1553年